# Friedrich Georg von La Roche-Starkenfels
Friedrich Georg Philipp Freiherr von La Roche-Starkenfels (* 22. November 1729 in Monsheim; † 23. November 1802 in Heidelberg) war Hessen-Kasselscher Geheimer Rat und Regierungspräsident.

## Leben

### Herkunft und Familie
Friedrich Georg Philipp Freiherr von La Roche-Starkenfels entstammte dem Adelsgeschlecht der französischen Grafen de La Roche sur l'Oignon und de La Roche en Montagne, das im 15. Jahrhundert ausgestorben ist und sich als jüngerer Zweig nach Deutschland ausbreitete. Sein Urgroßvater Samuel de la Roche (* 1629) kam 1645 als Hugenotte nach Deutschland und gilt als der Stammvater. Er stand als Soldat in Diensten der Armeen von Schweden, Lothringen und Braunschweig. 1701 starb er als kurfürstlich-brandenburgischer Oberst. Sein gleichnamiger Sohn Samuel war hessischer General und zeichnete sich im Kampf gegen die Türken in der Schlacht bei Belgrad aus. 1713 wurde er von Kaiser Karl VI. in den Reichsfreiherrnstand mit dem Prädikat Edler Herr von Starkenfels erhoben. Sein Sohn Friedrich (1700–1780) war ebenfalls Offizier und mit Henriette Margarethe Theodora von Schierstedt (1715–1754) verheiratet. Sie waren die Eltern von Friedrich Georg Philipp von La Roche-Starkenfels.

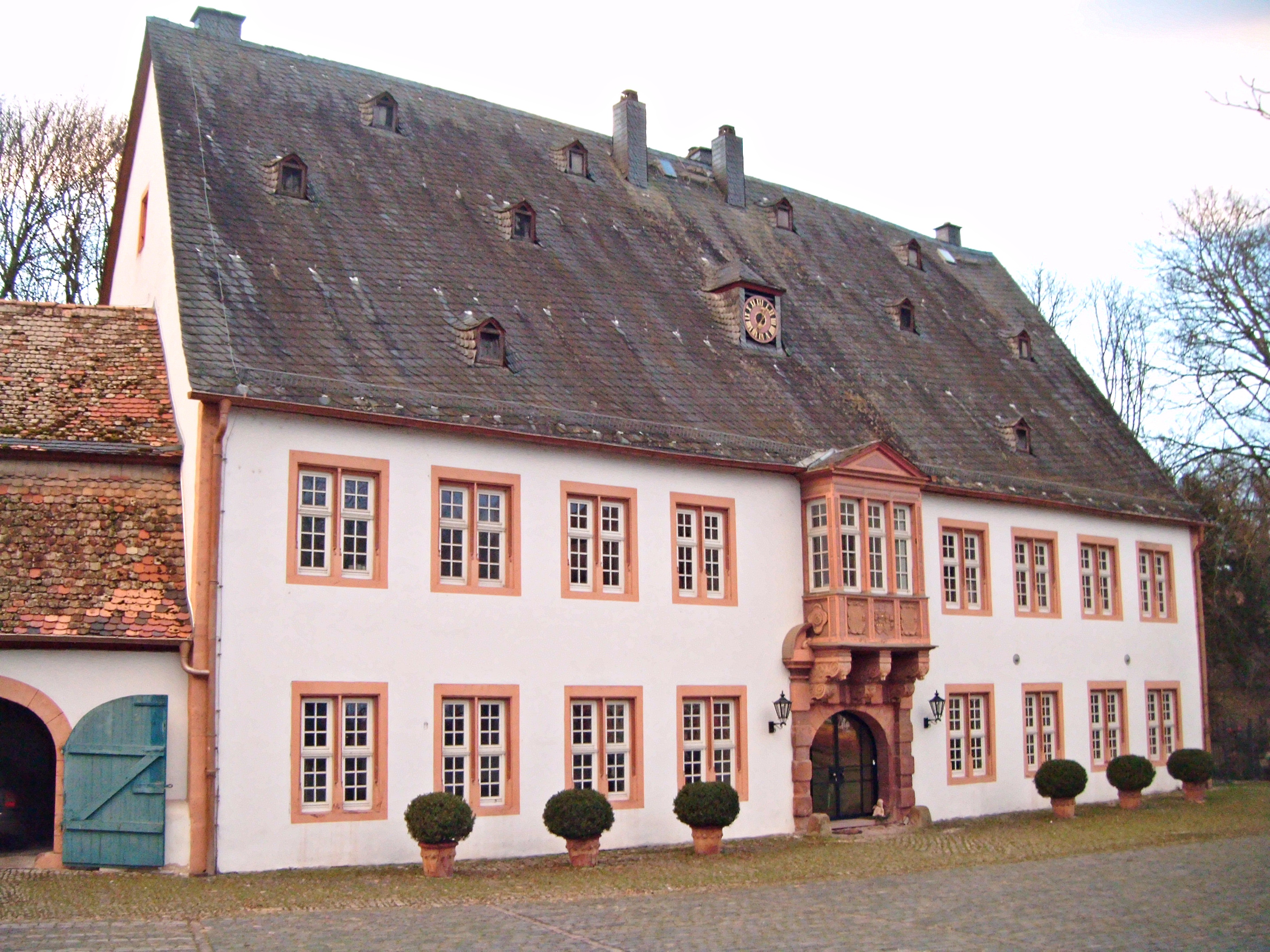
Schloss Monsheim: Sitz der Familien von La Roche-Starkenfels

Am 27. Januar 1760 heiratete er Caroline Elisabeth Sophie Freiin von Spiegel zum Desenberg (1731–1803, Tochter des Georg Wilhelm Freiherr von Spiegel zum Desenberg und der Elisabeth Philippine von Urff). Die Ehe brachte die Kinder Philipp Wilhelm (1761–1792, Pfalz-Zweibrückenscher Kämmerer und Reisemarschall), Louise (1763–1821, ⚭ Carl Ludwig Adolf von Pape, 2. ⚭ Ludwig Georg von Gehren (1765–1818, kurmainzischer Kapitän)), Carl Friedrich (1767–1830, badischer Major), Friedrich (1769–1838, preußischer Generalleutnant), Philipp (1770–1842, badischer Generalmajor), Georg (1772–1794, kaiserlicher Leutnant), Gottlob (* 1773) und Heinrich (1776–1812, großbritischer Offizier, gefallen vor Salamanca).
Seine Schwester Elisabeth Charlotte (1734–1800) war mit dem Feldmarschallleutnant Friedrich Karl von Fürstenwärther verheiratet.

### Wirken
Er war Herr auf Schloss Monsheim. 1788 verkaufte er das Weiße Schloss in Erbes-Büdesheim.
In der Landgrafschaft Hessen-Kassel war er unter dem Landgrafen Friedrich I. Regierungspräsident und damit Leiter der Behörde in der Mittelinstanz.

### Auszeichnungen
- Geheimer Rat